# پیشینه فراماسونری
تاریخ فراماسونری شامل پیدایش، تکامل و اتفاقات شکل‌گیری سازمان برادری، معروف به فراماسونری را شامل می‌شود. در تاریخ این گروه سه دوره مشخص می‌شود؛ اول، پیدایش لژهای سازمان یافته سنگ تراشان (معماران) در طول قرون وسطی، سپس پذیرای اعضای غیر روحانی (غیر معمار)، و سرانجام تکامل لژهای صرفاً نظری و لژهای بزرگ برای اداره کردن آن‌ها. نقطهٔ مهم این خط سیر به‌طور کلی به تشکیل اولین لژ بزرگ در لندن در سال ۱۷۱۷ در نظر می‌گیرند.

### اولین لژهای بزرگ

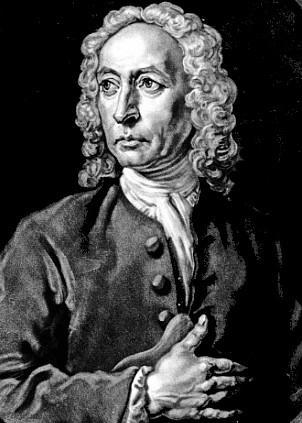
آنتونی سایر

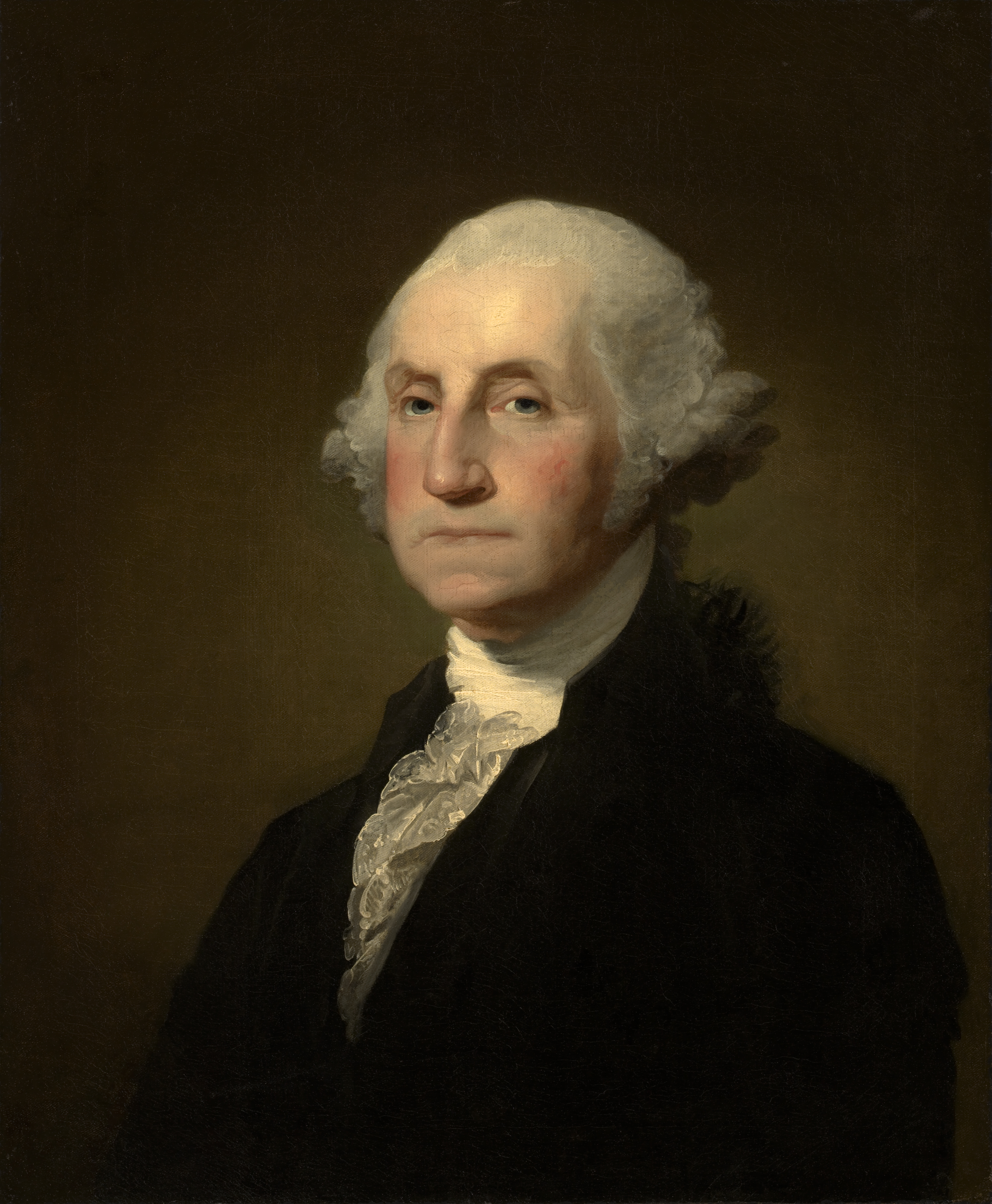
جورج واشینگتن

### گسترش لژهای بزرگ (۱۷۲۵–۱۷۵۰م)

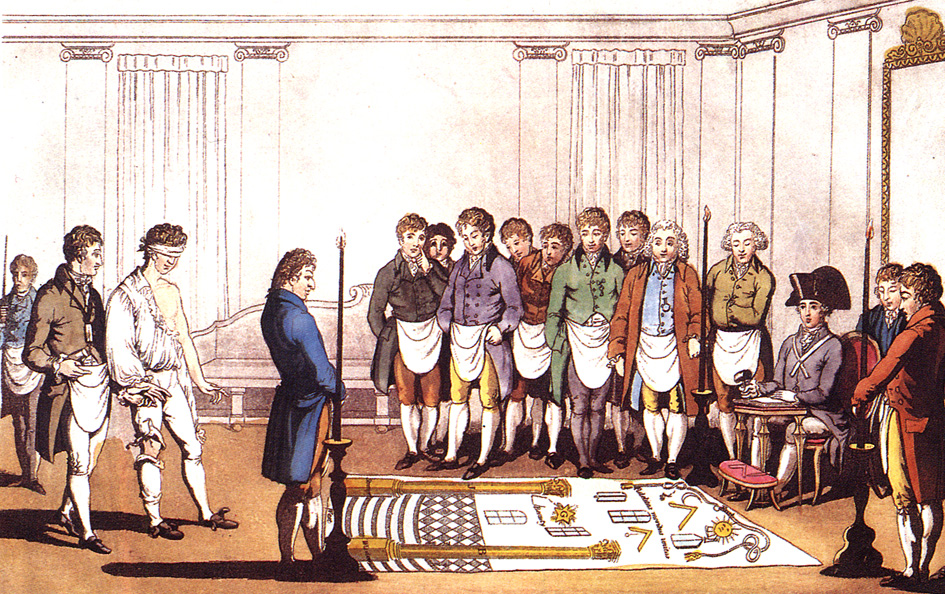
مراسم در حال اجرا فراماسونری در پاریس سال ۱۷۴۵.

### فراماسونری در آمریکای شمالی

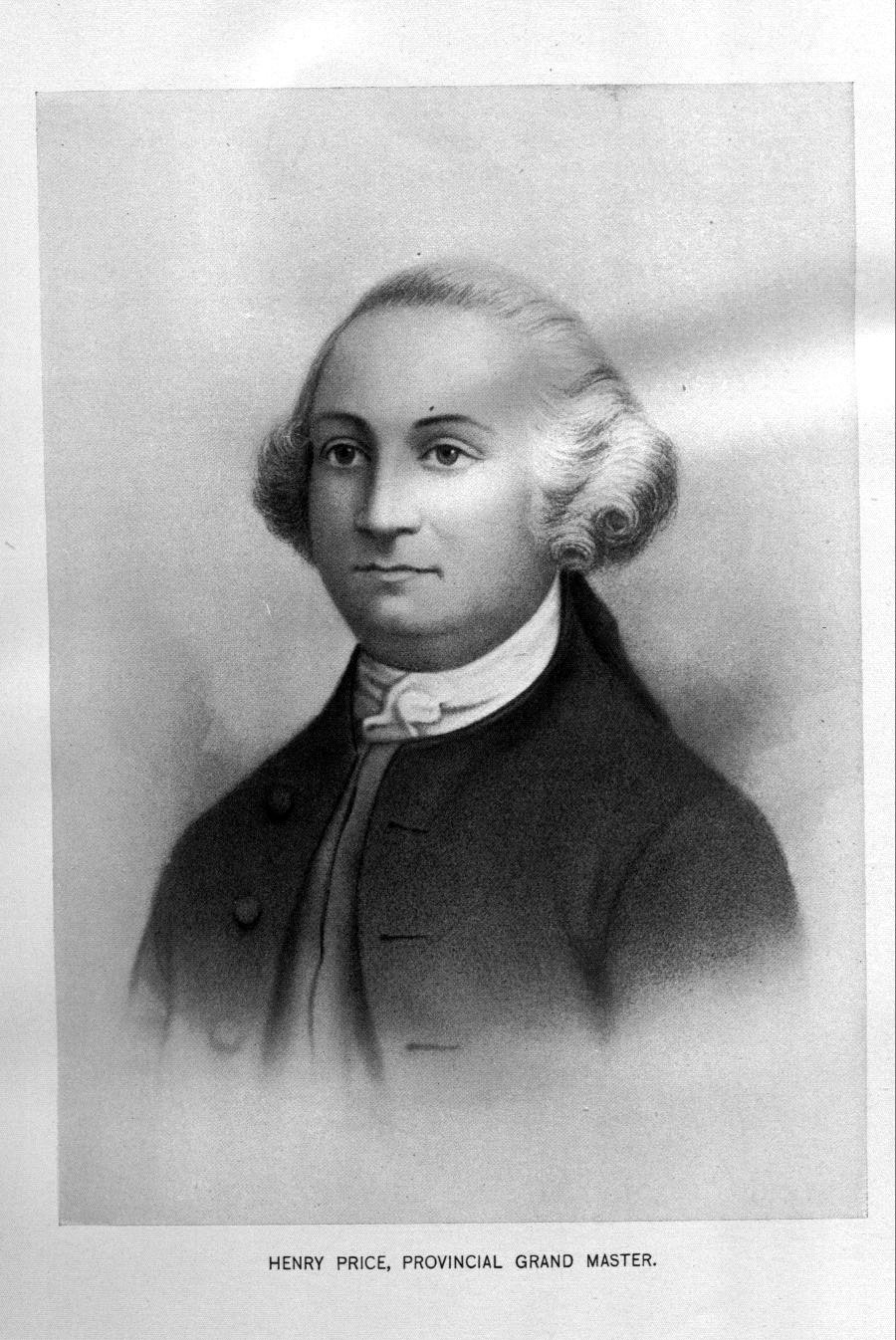
هنری پرایس، استاد بزرگ استانی نیوانگلند.

## سرآغاز